# Union, Alabama
Union là một thị trấn thuộc quận Henry, tiểu bang Alabama, Hoa Kỳ. Dân số năm 2009 là 206 người, mật độ đạt 97 người/km².